# Brian Baragwanath
Pas d'image ? Cliquez ici
Brian Baragwanath, né le 1er mars 1988 à Pietersburg, province du Transvaal (actuel Polokwane dans le Limpopo), est un pilote moto et auto sud-africain de Rallye Raid. Il a notamment terminé 3e en moto du Rallye Dakar 2016 et compte 3 victoires d'étapes sur ce rallye. 

## Rallye Dakar
| Année | Catégorie | Marque            | Position       | Victoires d'etapes |
| ----- | --------- | ----------------- | -------------- | ------------------ |
| 2015  | Moto      | Yamaha Raptor 700 | Abd. (étape 2) | -                  |
| 2016  | Moto      | Yamaha Raptor 700 | 3e             | 3                  |
| 2021  | Auto      | Century CR6       | 32e            | -                  |
| 2022  | Auto      | Century CR6       | 14e            | -                  |
| 2023  | Auto      | Century CR6-T     | 74e            | -                  |
| 2024  | Auto      | Century CR7-T     | 93e            | -                  |